# Zillebos
Het Zillebos is een bosgebied in Genk, dat zich bevindt ten zuidoosten van de wijk Kolderbos. Het bos is gelegen op het kempens Plateau. Het gebied wordt beheerd door de stad Genk.
De naam van het bos verwijst naar de oude maateenheid zille, die de oppervlakte aangaf welke een boer op een dag kon ploegen.
In het bos vindt men nog de restanten van een oude zand- en grindgroeve, en ook ligt er een oude trambedding. Bovendien vindt men hier een zendmast van 222 meter hoogte. Deze voormalige BRT/VRT televisie en radio zendmast wordt momenteel enkel nog gebruikt voor radio en digitale uitzendingen (FM, DAB+, DVB-T2).
Het bos, dat door de bewoners van de aangrenzende wijken als wandelbos wordt gebruikt, heeft een netwerk van paden en er zijn een drietal gemarkeerde wandelingen in uitgezet, die ook het nabijgelegen Bethanië aandoen.